# Cephalotus
Cephalotus is een geslacht uit de familie Cephalotaceae. De enige plant uit dit geslacht en ook de familie is de Australische bekerplant (Cephalotus follicularis). Dit is een tweezaadlobbige en vleesetende plant. De soort komt voor in Zuidwest-Australië.

## Soorten
- Cephalotus follicularis Labill.